# Tschechische Fußballnationalmannschaft/Weltmeisterschaften
Der Artikel beinhaltet eine ausführliche Darstellung der tschechischen Fußballnationalmannschaft bei Fußball-Weltmeisterschaften. Tschechien nahm erst einmal an einer Weltmeisterschafts-Endrunde teil, wird aber nach der Aufspaltung der Tschechoslowakei von der FIFA als Nachfolger der Tschechoslowakei angesehen. Daher finden sich in den FIFA-Statistiken für Tschechien auch die Spiele und Spieler der Tschechoslowakei.

## Überblick
| Jahr | Gastgeberland  | Teilnahme bis …    | Letzte(r) Gegner    | Ergebnis | Trainer        | Bemerkungen und Besonderheiten |
| ---- | -------------- | ------------------ | ------------------- | -------- | -------------- | --- |
| 1998 | Frankreich     | nicht qualifiziert |                     |          |                | In der Qualifikation an Spanien und Jugoslawien gescheitert. |
| 2002 | Südkorea/Japan | nicht qualifiziert |                     |          |                | In der Qualifikation in den Relegationsspielen der Gruppenzweiten an Belgien gescheitert, nachdem in der Gruppenphase hinter Dänemark der 2. Platz belegt wurde. |
| 2006 | Deutschland    | Vorrunde           | Italien, Ghana, USA | 20.      | Karel Brückner | |
| 2010 | Südafrika      | nicht qualifiziert |                     |          |                | In der Qualifikation an der Slowakei und Slowenien gescheitert.                                                                                                  |
| 2014 | Brasilien      | nicht qualifiziert |                     |          |                | In der Qualifikation an Italien und Dänemark, das sich aber auch nicht qualifizieren konnte, gescheitert.                                                        |
| 2018 | Russland       | nicht qualifiziert |                     |          |                | In der im September 2016 begonnenen Qualifikation an Titelverteidiger Deutschland und Nordirland gescheitert.                                                    |
| 2022 | Katar          | nicht qualifiziert |                     |          |                | In der Qualifikation in den Playoffs an Schweden gescheitert. |

Statistik (Angaben inkl. 2022: 22 bzw. 7 Weltmeisterschaften; Prozentangaben sind gerundet)

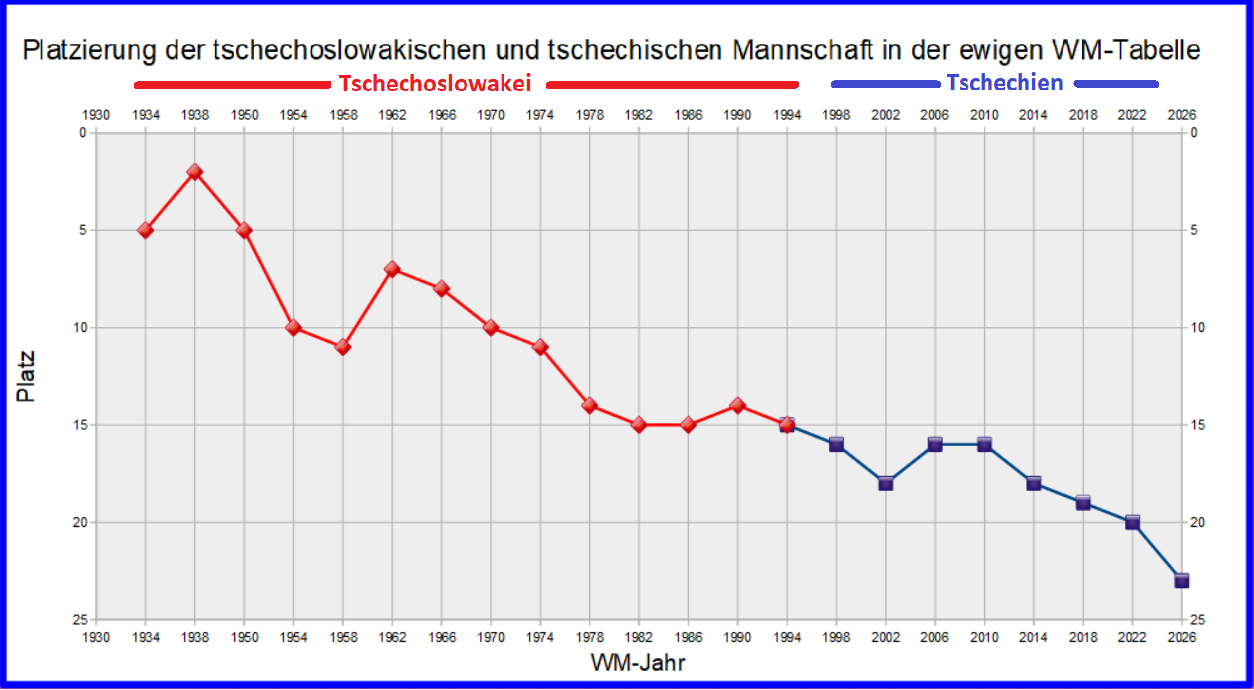
Platzierung der tschechoslowakischen und tschechischen Mannschaft in der ewigen WM-Tabelle

- Nicht qualifiziert: 6× (27,2 %; 1998, 2002, 2010, 2014, 2018 und 2022)
- Sportliche Qualifikation: 1× (4,5 % bzw. bei 14,3 % der Versuche)
  - Vorrunde: 1× (4,5 %; 2006)

### 1998 in Frankreich
Für die zweite WM in Frankreich wollten sich die Tschechen, die 1996 Vize-Europameister geworden waren, sowie die Slowaken erstmals mit eigenen Nationalmannschaften qualifizieren und wurden in eine Gruppe gelost. Allerdings belegten sie punktgleich nur Platz 3 bzw. 4 hinter Spanien und der Bundesrepublik Jugoslawien, gegen die beide nicht gewinnen konnten. Die Färöer und Malta hatten mit dem Ausgang nichts zu tun.

### 2002 in Japan und Südkorea
In der Qualifikation für die erste WM in Asien mussten die Tschechen gegen Dänemark, Bulgarien, Island, Nordirland und erneut Malta antreten. Mit sechs Siegen, zwei Remis und zwei Niederlagen belegten sie hinter Dänemark nur den zweiten Platz. Damit mussten sie in die Playoffs der Gruppenzweiten gegen Belgien und verloren zweimal mit 0:1.

### 2006 in Deutschland

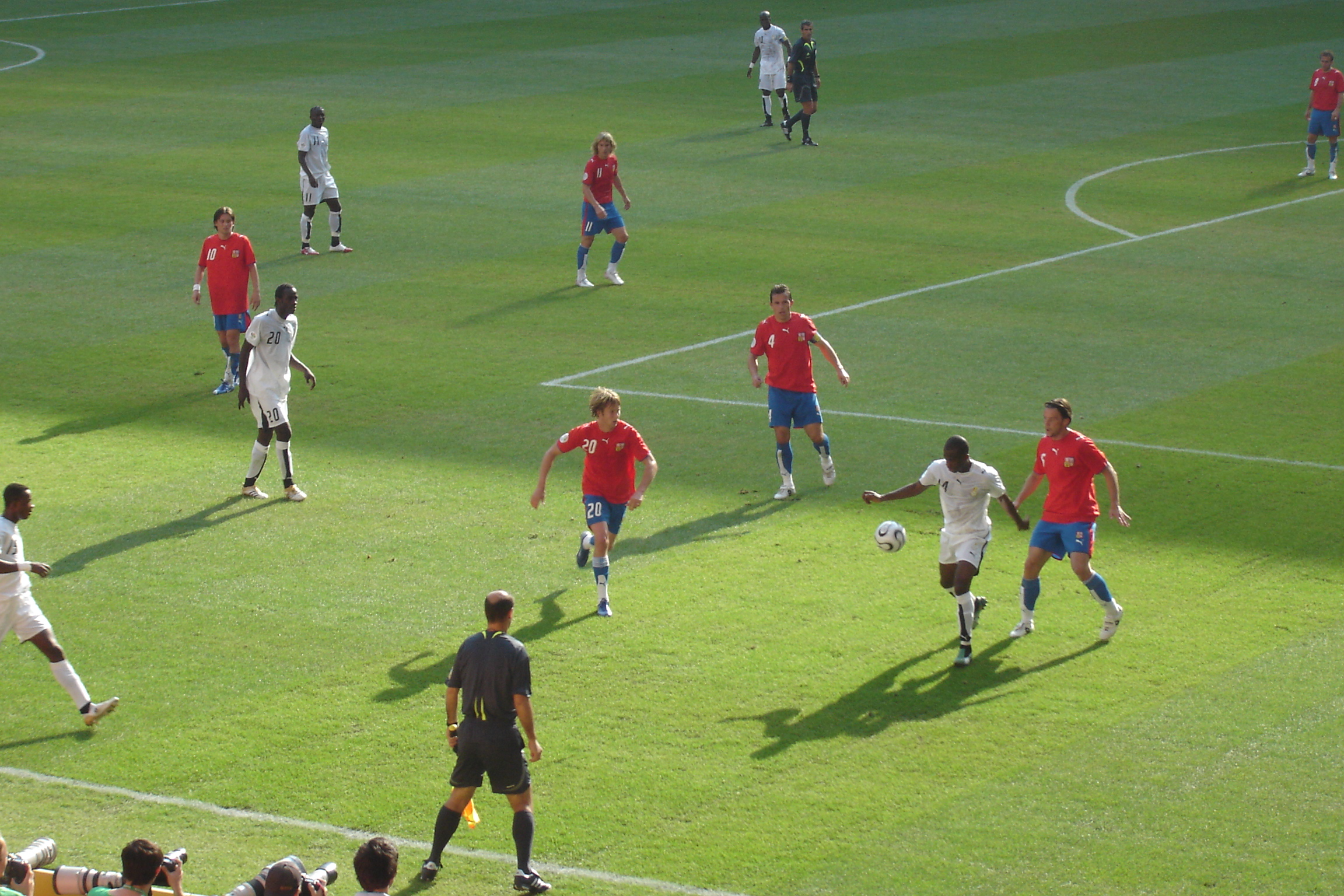
Szene aus dem Spiel gegen Ghana

Für die WM 2006 in Deutschland konnten sich die Tschechen dann erstmals qualifizieren. In einer Siebenergruppe mit den Niederländern, Rumänien, Finnland, Mazedonien, Armenien und Andorra belegten sie erneut den zweiten Platz. Dabei erzielten sie zwar die meisten Tore, mussten aber auch 12 Gegentore hinnehmen. Als Gruppenzweiter mussten sie in die Playoffs gegen Norwegen und diesmal gewannen sie beide Spiele mit 1:0.
In Deutschland trafen sie im ersten Spiel auf die USA und gewannen mit 3:0. Dabei erzielte Jan Koller bereits in der fünften Minute das erste WM-Tor für Tschechien. Gegen WM-Neuling Ghana gerieten sie bereits nach 67 Sekunden durch das schnellste Tor dieser WM in Rückstand. Asamoah Gyan schoss damit das erste Tor in Ghanas WM-Geschichte. In der 67. Minute schoss er aber einen Foulelfmeter an den Pfosten. Diesen hatten die Ghanaer nach einer Notbremse von Tomáš Ujfaluši erhalten, der dafür zusätzlich die Rote Karte erhielt. In der 82. Minute erzielten die Ghanaer dann den 2:0-Endstand. Mit einem Sieg gegen Italien hätten die Tschechen aber noch die K.-o.-Runde erreichen können. Sie gerieten allerdings nach 26 Minuten in Rückstand und mussten nach der Gelb-Roten Karte für Jan Polák die gesamte zweite Halbzeit in Unterzahl spielen. In der 87. Minute besiegelte dann Filippo Inzaghi mit dem zweiten Tor für den späteren Weltmeister das Aus der Tschechen, die sich damit für mindestens 12 Jahre von der WM-Bühne verabschiedeten.

### 2010 in Südafrika
Für die erste WM in Afrika konnten sich die Tschechen nicht qualifizieren. Wieder waren sie mit den Slowaken in eine Gruppe gelost worden, landeten aber nur auf Platz 3 hinter der Slowakei, die sich damit erstmals qualifizierte, und Slowenien, das über die Playoffs die WM-Endrunde erreichte. Nur Nordirland, Polen und San Marino landeten hinter den Tschechen. Verspielt wurde die Qualifikation schon in den ersten beiden Spielen durch ein 0:0 in Nordirland und ein 1:2 in Polen. Genau die fünf Punkte fehlten am Ende.

### 2014 in Brasilien
Auch in der Qualifikation zur zweiten WM in Brasilien wurde nur der dritte Platz belegt. Hinter Ex-Weltmeister Italien und Dänemark, das als schlechtester Gruppenzweiter die Playoffs verpasste, konnten die Tschechen nur Bulgarien, Armenien und Malta distanzieren. Insbesondere die Heimniederlagen gegen Dänemark und Armenien sorgten dafür, dass Michal Bílek, der nach der verpassten Qualifikation für die vorherige WM das Amt des Nationaltrainers übernommen hatte, im September 2013 zurücktrat und durch Josef Pešice ersetzt wurde.

### 2018 in Russland
In der im September 2016 begonnenen Qualifikation traf Tschechien auf Titelverteidiger Deutschland, Norwegen, Nordirland, Aserbaidschan und San Marino. Gegen Aserbaidschan gab es zuvor erst ein Freundschaftsspiel, das 2009 mit 0:2 verloren wurde. Gegen Deutschland gab es in sechs Spielen zwei Siege bei vier Niederlagen, aber noch kein WM-Qualifikationsspiel. Fünfmal traf man in der EM-Qualifikation bzw. bei EM-Endrunden aufeinander. Gegen Nordirland, Norwegen und San Marino ist die Bilanz dagegen positiv, wobei kein Spiel verloren wurde. Gegen alle drei gab es auch schon WM-Qualifikationsspiele. Die Tschechen starteten mit zwei torlosen Remis und einer 0:3-Niederlage beim Weltmeister, danach folgten ein 2:1 gegen Norwegen und ein 6:0 in San Marino. Nach einem 1:1 in Norwegen und einer 1:2-Heimniederlage gegen Deutschland mussten sie in Nordirland gewinnen, um noch eine Chance für die Qualifikation zu haben. Die 0:2-Niederlage machte aber alle Hoffnungen zunichte, so dass schon vor den letzten beiden Spielen keine Chance mehr auf eine erfolgreiche Qualifikation bestand. Die Tschechen gewannen dann zwar noch in Aserbaidschan und gegen San Marino, das reichte aber letztlich nur zum dritten Platz. Aus dieser Gruppe konnte sich nur Gruppensieger Deutschland für die WM-Endrunde in Russland qualifizieren. Der Gruppenzweite Nordirland vergab seine Chance im Playoff gegen die Schweiz (Zweiter der Gruppe B).

### 2022 in Katar
Für die Qualifikation wurde Tschechien in eine Fünfergruppe gelost. Gegner waren Belgien, Wales, Belarus und Estland.  Gegen Belgien war die Bilanz ausgeglichen, je drei Siege und Niederlagen – davon zwei in der Qualifikation zur WM 2002 – sowie ein Remis gab es seit der Aufspaltung der Tschechoslowakei. Gegen Wales spielten die Tschechen zuvor erst dreimal, gewannen zwei Spiele und spielten einmal remis. Gegen Belarus gab es zuvor vier und gegen Estland drei Siege, aber gegen beide – wie auch gegen Wales – nur EM-Qualifikationsspiele.
Die Tschechen begannen mit einem 6:2 in Estland, erreichten dann gegen den FIFA-Weltranglistenführenden Belgien ein 1:1. Nach einer 0:1-Niederlage in Wales gewannen sie mit dem gleichen Ergebnis gegen Belarus. Nach einer 0:3-Niederlage in Belgien, verloren sie zwar kein Spiel mehr, das 2:2 daheim gegen Wales reichte aber bei zwei 2:0-Siegen in Belarus und gegen Estland nicht um einen der ersten beiden Plätze zu erreichen. Da die Tschechen aber ihre Gruppe in der UEFA Nations League 2020/21 gewonnen hatten, hatten sie noch die Chance sich über die Playoffs zu qualifizieren. Dazu mussten sie aber zunächst in Schweden gewinnen, was nicht gelang.

### 2026 in Kanada, Mexiko und USA
In der Qualifikation treffen die Tschechen ab März 2025 auf Kroatien, Montenegro,  Gibraltar und die Färöer, gegen die die Tschechen die Qualifikation mit einem 2:1-Heimsieg begannen.

## Rangliste der tschechischen WM-Spieler mit den meisten Einsätzen
01. Ladislav Novák: 12 Einsätze bei 3 Turnieren
02. Josef Masopust: 10 Einsätze bei 2 Turnieren
03. Svatopluk Pluskal: 9 Einsätze bei 2 bzw. 3 Turnieren
04. Josef Košťálek: 7 Einsätze bei 2 Turnieren
05. Oldřich Nejedlý, František Plánička und Viliam Schrojf: 6 Einsätze bei 2 bzw. 1 (Schrojf) Turnieren
Anmerkung: alle genannten Spieler spielten bei Weltmeisterschaften nur für die Tschechoslowakei. Für Tschechien kamen 10 Spieler zu bisher drei Einsätzen.

## Rangliste der tschechischen WM-Spieler mit den meisten Toren
01. Oldřich Nejedlý – 7 Tore
02. Tomáš Skuhravý – 5 Tore
03. Zdeněk Zikán – 4 Tore

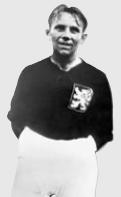
Oldřich Nejedlý – bester tschechischer WM-Torschütze

04. Michal Bílek, Milan Dvořák, Václav Hovorka, Antonín Panenka, Antonín Puč, Tomáš Rosický, František Svoboda – je 2 Tore
Anmerkung: kursiv gesetzte Spieler erzielten die WM-Tore nur für die Tschechoslowakei.

## Tschechische WM-Kapitäne
- 1934, 1938: František Plánička, Jaroslav Burgr (Viertelfinal-Wiederholungsspiel 1938) beide für die Tschechoslowakei
- 1954, 1958, 1962: Ladislav Novák (für die Tschechoslowakei)
- 1970: Ivo Viktor (3. Spiel, für die Tschechoslowakei)
- 1982: Zdeněk Nehoda (für die Tschechoslowakei)
- 1990: Ivan Hašek (für die Tschechoslowakei)
- 2006: Tomáš Galásek (1. und 2. Spiel bis zur Halbzeitpause), Pavel Nedvěd (3. Spiel)

## Bei Weltmeisterschaften gesperrte Spieler
- 2006: Tomáš Ujfaluši erhielt im zweiten Gruppenspiel gegen Ghana die Rote Karte und war für das letzte Gruppenspiel ebenso gesperrt wie Vratislav Lokvenc, der die zweite Gelbe Karte erhalten hatte. Jan Polák erhielten im letzten Gruppenspiel die Gelb-Rote Karte. Da Tschechien ausschied, hatte diese keinen weiteren Effekt.

## Anteil der im Ausland spielenden Spieler im WM-Kader
Legionäre stellten bei der ersten Teilnahmen die Mehrheit im Kader. Nur Ersatztorhüter Jaromír Blažek, der nicht zum Einsatz kam, und Rekordnationalspieler Karel Poborský spielten in Tschechien.
| Jahr (Spiele) | Anzahl (Länder) | Spieler (Einsätze) |
| ------------- | --- | --- |
| 2006 (3)      | 21 (5 in Deutschland, 2 in England, 2 in Frankreich, 3 in Italien, 2 in den Niederlanden, 2 in Österreich, 4 in Russland, 1 in der Türkei) | David Jarolím (1), Jan Koller (1), Jan Polák (3), Tomáš Rosický (3), Jiří Štajner (3); Milan Baroš (1), Petr Čech (3); Jaroslav Plašil (3), David Rozehnal (3); Marek Jankulovski (3), Pavel Nedvěd (3), Tomáš Ujfaluši (2); Tomáš Galásek (2), Zdeněk Grygera (3); Vratislav Lokvenc (2), Libor Sionko (1); Martin Jiránek (0), Antonín Kinský (0), Radoslav Kováč (1), Pavel Mareš (0); Marek Heinz (1) |

## Spiele
Die Tschechen bestritten bisher drei WM-Spiele. Davon wurde eins gewonnen und zwei verloren.
Die Tschechen nahmen nie am Eröffnungsspiel teil und spielten nie gegen den Gastgeber.
Die Tschechen verloren einmal (2006) gegen den späteren Weltmeister.
Die Tschechen spielten nie gegen den Titelverteidiger, trafen aber einmal auf einen WM-Neuling: Ghana.
Alle Spiele sind bisher einmalig. Sowohl der Sieg als auch die Niederlagen sind die jeweils höchsten gegen diese Länder.
| Alle WM-Spiele |               |          |         |   |                     |              |                            |
| Nr.            | Datum         | Ergebnis | Gegner  |   | Austragungsort      | Anlass       | Bemerkungen                |
| 1              | 12. Juni 2006 | 3:0      | USA     | * | Gelsenkirchen (DEU) | Gruppenspiel | Erstes Spiel gegen die USA |
| 2              | 17. Juni 2006 | 0:2      | Ghana   | * | Köln (DEU)          | Gruppenspiel | Erstes Spiel gegen Ghana   |
| 3              | 22. Juni 2006 | 0:2      | Italien | * | Hamburg (DEU)       | Gruppenspiel |                            |